# Врија
Врија (грч. Βρία) је насељено место у општини Катерини у периферији Средишња Македонија, Грчка. Према попису из 2021. године било је 319 становника.
На попису из 1913. године Врија је имала 128 житеља Грка. Село се раније звало Вријаза.